# Tua (Simona Molinari)
Tua  è il terzo album della cantautrice italiana Simona Molinari, pubblicato il 18 ottobre 2011 e composto da 11 tracce.

## Il disco
Il disco è stato anticipato dal singolo Forse, scritto e interpretato con il pianista Jazz di Hong Kong Danny Diaz. Presentato nel corso di una delle serate dei Wind Music Awards 2011, il singolo è entrato in rotazione radiofonica a partire dal 10 giugno 2011.
Il 16 settembre 2011 è stato inoltre pubblicato il secondo singolo estratto dall'album, In cerca di te, cover del successo di Natalino Otto (registrato in seguito da molti altri artisti tra i quali anche Nella Colombo.
Il brano vede la collaborazione del cantante statunitense Peter Cincotti, che partecipa anche nelle canzoni Lettera e Always Watching You, anch'esse incluse nel disco.
Un'altra collaborazione inclusa nell'album è quella con Dado Moroni, che partecipa insieme a Danny Diaz al brano di chiusura, Povera piccola Italia.
Simona Molinari è autrice dei 7 brani inediti dell'album, ai quali si aggiungono le cover In cerca di te, Tua (successo di Jula de Palma, presentata al Festival di Sanremo 1959), Maruzzella (hit del Maestro Renato Carosone) e Always Watching You, quest'ultima adattata in italiano dalla cantante stessa.
L'album debutta alla posizione numero 29 della classifica italiana.

## Tracce
Edizione standard
1. In cerca di te – 2:53 (testo: Gian Carlo Testoni – musica: Eros Sciorilli) – feat. Peter Cincotti
2. La donna di plastica – 2:49 (testo: Simona Molinarli, Carlo Avarello – musica: Simona Molinari, Nick Valente)
3. Lettera – 3:15 (Simona Molinari)
4. Forse – 2:59 (Simona Molinari) – feat. Danny Diaz
5. La verità – 3:16 (Simona Molinari)
6. Tua – 3:25 (testo: Bruno Pallesi – musica: Walter Malgoni)
7. Maruzzella – 3:11 (testo: Enzo Bonagura – musica: Renato Carosone)
8. Stringimi più forte – 3:22 (Simona Molinari)
9. Always Watching You – 3:51 (Peter Cincotti, adattamento di Simona Molinari) – feat. Peter Cincotti
10. Tra la lotta e la resa – 0:42 (testo: Simona Molinari – musica: Dado Moroni)
11. Povera piccola Italia – 3:15 (testo: Simona Molinari – musica: Dado Moroni) – feat. Dado Moroni e Danny Diaz

Traccia bonus (iTunes)
1. Forse – 3:17 (Simona Molinari) – feat. Danny Diaz, DD-Marcel Remix

## Classifiche
| Classifica (2011) | Posizione |
| ----------------- | --------- |
| Italia            | 29        |